# Десиз
Десиз (фр. Decize) — город во Франции.

## География
Город Десиз расположен на юге департамента Ньевр, в нынешнем регионе Бургундия и является административным центром одноимённого кантона. Площадь его составляет 48,22 км². Численность населения — 5 975 человек (на 2006 год). Плотность населения — 124 чел./км². Город стоит на берегу реки Луары, в месте впадения в неё реки Арон. Рядом с Десизом к Луаре подходит канал Ниверне, который проложен от Осера на Йонне через горы Морван.

## История
Первоначально городок носил имя Децетия (Decetia) и представлял собою галльское укрепление, оппидум. О нём упоминает в своих «Записках о Галльской войне» Гай Юлий Цезарь. В Средние века здесь был построен графами Неверскими замок, руины которого сохранились до сих пор. В городе также можно увидеть собор постройки XI—XII веков, с криптой VII века.

## Известные уроженцы и жители
- В Десизе родился Луи Антуан Сен-Жюст — деятель Великой Французской революции.

## Города-партнёры
- Бецдорф  (Германия)